# Annabel Croft
Annabel Nicola Croft (Farnborough, Kent, 12 de julio de 1966) es una extenista profesional y actual presentadora de radio y televisión británica. Como tenista, ganó la prueba del Torneo de San Diego del Circuito de la WTA y representó a Gran Bretaña en la Copa Federación y la Copa Wightman.
Tras retirarse del tenis, se dedicó a presentar programas de televisión como Treasure Hunt e Interceptor. En 2005 participó en el programa de la ITV, Celebrity Wrestling, el cual ganó. En 2023, participó en la vigesimoprimera temporada del programa de la BBC, Strictly Come Dancing, finalizando en el cuarto puesto.
Últimamente ha sido presentadora y comentarista para Eurosport, Sky Sports y la BBC.

## Primeros años
Croft nació en Farnborough, Kent. Su padre, James, estudió en la escuela independiente de Sutton Valence, en Kent, y llegó a ser topógrafo colegiado. Se casó con su madre, Susan Templer, de Higham, Kent, en junio de 1963. Su padre trabajaba para Richard Ellis, actualmente CBRE Group. Vivían en Bickley. Fue entrenada por Derek Bone.

## Carrera de tenis
Tras ganar los torneos femeninos de Wimbledon y el Abierto de Australia en 1984, ganó el torneo Virginia Slims de San Diego en 1985, derrotando a Wendy Turnbull en la final en sets corridos. En diciembre de 1985, alcanzó el puesto 24 en la clasificación mundial. Jugó para Gran Bretaña en la Copa Federación en 1985 y 1986, y en la Copa Wightman de 1983 a 1986. Siguió jugando hasta febrero de 1988, pero no volvió a alcanzar la final.

## Después del tenis
A pesar de su potencial y de estar entre las 25 mejores jugadoras del mundo, Croft se retiró del tenis profesional con sólo veintiún años, cansada de los incesantes viajes y de sentir que ya no disfrutaba jugando. Inmediatamente después de su retirada, se convirtió en el nuevo rostro del programa de máxima audiencia Treasure Hunt, de Channel 4, tras el éxito de Anneka Rice. A éste le siguió su propio programa en ITV1, Interceptor.
En 1990, lanzó su propio vídeo de fitness titulado Annabel Croft's Shape Tape.
Ha participado en la cobertura del Campeonato de Wimbledon para la BBC, Radio 5 Live y GMTV, y también ha trabajado para Sky Sports, y Eurosport como comentarista de tenis. Ha aparecido en programas de televisión británicos sobre estilo de vida como The Wright Stuff, The Entertainment Show, GMTV, Out and About y This Morning.
En junio de 2009, fue una de los cinco voluntarios que participaron en una serie de dos programas de la BBC titulada Famous, Rich and Homeless sobre la vida sin dinero en las calles de Londres. Después de Famous, Rich and Homeless hizo un programa de radio en Radio 5 Live que se emitió los días 24 y 25 de diciembre de 2009, titulado James: My Alcoholic Friend, en el que intenta localizar al vagabundo con el que pasó una noche en la calle.
Fue presentadora de Sky Sports, incluido el Abierto de Estados Unidos de 2012. También presentó Game, Set & Mats en Eurosport en 2015, junto con el extenista Mats Wilander, durante las semanas de los torneos de Grand Slam de tenis.
En noviembre de 2011, fue la anfitriona de los premios AIB Media Excellence Awards, el certamen internacional de periodismo y producción factual.
En octubre de 2012, lanzó una empresa llamada DiaryDoll con la presentadora de televisión Carol Smillie, dedicada a la venta al por menor de pantalones impermeables para la menstruación, el posparto y la debilidad del suelo pélvico, con el objetivo de ser bonitos, femeninos, transpirables y resistentes al lavado, al tiempo que reducen el estigma del tema de la salud pélvica de la mujer.
En 2021, fue la ganadora del premio IC of GB Sportsmanship, otorgado a un tenista británico por su admirable actitud como deportista durante su carrera. Entre los ganadores anteriores se encuentran Sue Barker (2019), Virginia Wade (2017), Greg Rusedski (2011), Tim Henman (1999), y Jeremy Bates (1995).
Entre septiembre y diciembre de 2023, Croft fue concursante en la vigesimoprimera temporada del programa de la BBC, Strictly Come Dancing, formando pareja con el bailarín profesional Johannes Radebe. La pareja llegó hasta la semifinal y terminó en el cuarto puesto.

## Vida personal
Croft estaba casada con Mel Coleman, exregatista internacional de la Copa América y la Admiral's Cup. Se casaron el sábado 10 de julio de 1993 en Brasted, por el reverendo Raymond Hill. Conoció a su marido cuando éste le enseñó a navegar en 1987 para un programa de televisión. Entre los invitados se encontraban Roger Taylor y el jockey John Francome. Salieron de la iglesia en el coche original de Chitty Chitty Bang Bang, su película favorita.
La pareja vivía en Coombe, cerca de Wimbledon, en el distrito londinense de Kingston, con sus tres hijos, dos hijas llamadas Amber Rose y Lily y un hijo, Charlie. En 2009 fundaron conjuntamente la Annabel Croft Tennis Academy en el Centro Nacional de Tenis. Tras una corta enfermedad de cáncer de estómago, Coleman falleció el 24 de mayo de 2023.
Croft ha participado activamente en la concienciación sobre la obesidad infantil y apoya a la organización benéfica contra el cáncer infantil Young Lives vs Cancer (antes conocida como CLIC Sargent).

## Final de carrera WTA
| Resultado | Fecha               | Nivel                 | Torneo                                      | Superficie | Oponente       | Puntaje       |
| --------- | ------------------- | --------------------- | ------------------------------------------- | ---------- | -------------- | ------------- |
| Ganó      | 22 de abril de 1985 | Virginia Slims 75,000 | Virginia Slims de San Diego, Estados Unidos | Dura       | Wendy Turnbull | 6–0, 7–6(7–5) |

## Cronograma de rendimiento en Grand Slam
Leyenda
| G | F | SF | CF | #R | RR | Q# | NSC | NE | A | ND |

### Individual
| Torneo                    | 1982 | 1983 | 1984 | 1985 | 1986 | 1987 | 1988 | G–P  | %      |
| ------------------------- | ---- | ---- | ---- | ---- | ---- | ---- | ---- | ---- | ------ |
| Abierto de Australia      | Q1   | Q2   | 1R   | 1R   | ND   | A    | 1R   | 0–3  | 0 / 3  |
| Abierto de Francia        | A    | Q1   | 1R   | 1R   | 2R   | 1R   | A    | 1–4  | 0 / 4  |
| Wimbledon                 | 1R   | 1R   | 3R   | 1R   | 1R   | 2R   | A    | 3–6  | 0 / 6  |
| Abierto de Estados Unidos | Q2   | 1R   | 1R   | 2R   | 3R   | 2R   | A    | 4–5  | 0 / 5  |
| Ganados-Perdidos          | 0–1  | 0–2  | 2–4  | 1–4  | 3–3  | 2–3  | 0–1  | 8–18 | 0 / 18 |
| Ranking de fin de año     | 161  | 138  | 82   | 24   | 82   | 141  | 265  |      |        |

### Dobles
| Torneo                    | 1984 | 1985 | 1986 | 1987 | G–P  | %      |
| ------------------------- | ---- | ---- | ---- | ---- | ---- | ------ |
| Abierto de Australia      | 1R   | 2R   | ND   | A    | 0–3  | 0 / 3  |
| Abierto de Francia        | 2R   | 1R   | 1R   | 1R   | 1–4  | 0 / 4  |
| Wimbledon                 | A    | 1R   | 1R   | 1R   | 3–6  | 0 / 6  |
| Abierto de Estados Unidos | 1R   | 1R   | 1R   | A    | 4–5  | 0 / 5  |
| Ganados-Perdidos          | 0–1  | 0–2  | 2–4  | 1–4  | 8–18 | 0 / 18 |
| Ranking de fin de año     | 114  | 62   | 126  | 292  |      |        |

### Dobles mixtos
| Torneo                    | 1983 | 1984 | 1985 | 1986 | 1987 | G–P  | %      |
| ------------------------- | ---- | ---- | ---- | ---- | ---- | ---- | ------ |
| Abierto de Australia      | A    | A    | A    | ND   | A    | 0–0  | 0 / 0  |
| Abierto de Francia        | A    | 1R   | A    | 1R   | A    | 1–4  | 0 / 4  |
| Wimbledon                 | 1R   | 1R   | 1R   | 1R   | 2R   | 3–6  | 0 / 6  |
| Abierto de Estados Unidos | 1R   | 1R   | A    | A    | A    | 4–5  | 0 / 5  |
| Ganados-Perdidos          | 0–1  | 0–1  | 0–2  | 2–4  | 1–4  | 8–18 | 0 / 18 |

## Participación en la selección nacional

### Copa Federación
| Copa Federación 1985 - Cuadro principal      | Copa Federación 1985 - Cuadro principal | Copa Federación 1985 - Cuadro principal | Copa Federación 1985 - Cuadro principal | Copa Federación 1985 - Cuadro principal | Copa Federación 1985 - Cuadro principal | Copa Federación 1985 - Cuadro principal | Copa Federación 1985 - Cuadro principal | Copa Federación 1985 - Cuadro principal |
| Fecha                                        | Evento                                  | Superficie                              | Ronda                                   | Oponentes                               | Resultado final del partido             | Partido                                 | Oponente                                | Puntaje                                 |
| -------------------------------------------- | --------------------------------------- | --------------------------------------- | --------------------------------------- | --------------------------------------- | --------------------------------------- | --------------------------------------- | --------------------------------------- | --------------------------------------- |
| 6–14 de octubre de 1985                      | Nagoya                                  | Duro                                    | R1                                      | Alemania Occidental                     | 3–0                                     | Individual                              | Myriam Schropp                          | 6–3, 6–1 (G)                            |
| 6–14 de octubre de 1985                      | Nagoya                                  | Duro                                    | R2                                      | Japón                                   | 2–1                                     | Individual                              | Etsuko Inoue                            | 7–6(9–7), 6–7(4–7), 6–3 (G)             |
| 6–14 de octubre de 1985                      | Nagoya                                  | Duro                                    | QF                                      | Bulgaria                                | 1–2                                     | Individual                              | Manuela Maleeva                         | 2–6, 2–6 (P)                            |
| Copa Federación 1986 - Rondas de consolación |                                         |                                         |                                         |                                         |                                         |                                         |                                         |                                         |
| 20–27 de julio de 1986                       | Praga                                   | Arcilla                                 | R1                                      | Exención                                | Exención                                | Exención                                | Exención                                | Exención                                |
| 20–27 de julio de 1986                       | Praga                                   | Arcilla                                 | R2                                      | Finlandia                               | 3–0                                     | Individual                              | Petra Thorén                            | 6–4, 3–6, 6–4 (G)                       |
| 20–27 de julio de 1986                       | Praga                                   | Arcilla                                 | R2                                      | Finlandia                               | 3–0                                     | Dobles (con Anne Hobbs)                 | Maija Suonpaa / Petra Thorén            | 6–0, 6–1 (G)                            |
| 20–27 de julio de 1986                       | Praga                                   | Arcilla                                 | QF                                      | Indonesia                               | 3–0                                     | Individual                              | Suzanna Anggarkusuma                    | 6–2, 2–6, 6–2 (G)                       |
| 20–27 de julio de 1986                       | Praga                                   | Arcilla                                 | QF                                      | Indonesia                               | 3–0                                     | Dobles (con Anne Hobbs)                 | Suzanna Anggarkusuma / Yayuk Basuki     | 6–2, 4–6, 6–2 (G)                       |
| 20–27 de julio de 1986                       | Praga                                   | Arcilla                                 | SF                                      | Hungría                                 | 3–0                                     | Individual                              | Csilla Cserepy                          | 6–4, 6–2 (G)                            |
| 20–27 de julio de 1986                       | Praga                                   | Arcilla                                 | SF                                      | Hungría                                 | 3–0                                     | Dobles (con Anne Hobbs)                 | Csilla Cserepy / Réka Szikszay          | 2–1, ret. (G)                           |
| 20–27 de julio de 1986                       | Praga                                   | Arcilla                                 | G                                       | Unión Soviética                         | 2–1                                     | Individual                              | Larisa Savchenko                        | 6–4, 6–0 (G)                            |
| 20–27 de julio de 1986                       | Praga                                   | Arcilla                                 | G                                       | Unión Soviética                         | 2–1                                     | Dobles (con Anne Hobbs)                 | Natalia Egorova / Svetlana Parkhomenko  | 2–6, 1–6 (P)                            |